# Amphidasya
- Commons
- Wikispecies

Amphidasya Standl.  é um género botânico pertencente à família Rubiaceae.

## Sinonímia
- Pittierothamnus Steyerm.

## Espécies
| - Amphidasya ambigua - Amphidasya amethystina - Amphidasya brevidentata - Amphidasya bullata - Amphidasya colombiana - Amphidasya elegans - Amphidasya intermedia | - Amphidasya longicalycina - Amphidasya neblinae - Amphidasya panamensis - Amphidasya spathulata - Amphidasya umbrosa - Amphidasya venezuelensis |